# Pânico em SP
Pânico em SP é um mini-LP da banda Inocentes, lançado em 1986 e gravado no estúdio Mosh, em São Paulo. Em julho de 2016, foi eleito pela revista Rolling Stone Brasil como o 6º melhor disco de punk rock do Brasil.

## Faixas
1. "Rotina" (Clemente; Naroelino)
2. "Ele Disse Não" (Clemente)
3. "Não Acordem a Cidade" (Clemente)
4. "Salvem El Salvador" (Clemente)# "Expresso Oriente" (Clemente)
5. "Pânico em SP" (Clemente)
6. "As Verdades Doem" (Clemente)# "Violência e Paixão" (Clemente)
7. "Velocidade Indefinida" (Clemente)
8. "Rota de Colisão" (Clemente)
9. "Vermes" (Clemente)
10. "A Face de Deus" (Clemente)